# Слобода панораме
Слобода панораме (енгл. Freedom of panorama, FOP) је одредба у законима о ауторском праву разних јурисдикција која дозвољава 2Д репродукцију (фотографије, видео снимци и сл.) зграда, а понекад и скулптура и других уметничких дела која се налазе на јавном месту, а без дозволе аутора (архитекте, скулптора и сл.). Одредба о слободи панораме онемогућава носиоцу ауторских права да предузме поступак за кршење ауторских права против аутора или дистрибутера тих слика. То је изузетак од правила да власник ауторских права има право да ауторизује своју креацију и њене деривате. Ова фраза је изведена од немачког термина Panoramafreiheit.